# Cú đảo ngoạn mục
Cú đảo ngoạn mục (tên gốc tiếng Anh: Acts of Violence) là một bộ phim hành động-chính kịch do Brett Donowho đạo diễn, với sự tham gia diễn xuất của Bruce Willis, Cole Hauser, Shawn Ashmore, Melissa Bolona và Mike Epps. Nội dung phim đề cập đến vấn nạn buôn người trên thế giới hiện nay.
Cú đảo ngoạn mục được công chiếu giới hạn tại Mỹ vào ngày 12 tháng 1 năm 2019 bởi hãng phim Lionsgate Premiere và tại Việt Nam vào ngày 9 tháng 2 năm 2019.

## Nội dung
Vị hôn thê của Roman bị bắt cóc bởi một bọn buôn người và anh buộc phải tìm cách giải cứu người vợ sắp cưới của mình trước khi quá muộn. Roman cùng với những người anh em cựu quân nhân của mình bắt đầu theo dõi hành tung của bọn buôn người để có thể tìm ra vị trí giam giữ cô gái và lên kế hoạch giải cứu.
Trên đường theo dõi Roman gặp được Avery, một cảnh sát điều tra nạn buôn người và đang đấu tranh với một bộ máy chính quyền thối nát có những ý định hãm hại con người. Cả hai đã quyết định bắt tay với nhau để có thể đưa bọn tội phạm ra ngoài ánh sáng.

## Diễn viên
- Bruce Willis vai Thám tử James Avery
- Cole Hauser vai Deklan
- Shawn Ashmore vai Brandon
- Ashton Holmes vai Roman
- Melissa Bolona vai Mia
- Sean Brosnan vai Vince
- Sophia Bush vai Thám tử Brooke Baker
- Mike Epps vai Max Livingston
- Tiffany Brouwer vai Jessa MacGregor
- Jenna B. Kelly vai Haley
- Patrick St. Esprit vai Hemland
- Rotimi vai Frank
- Matt Metzler vai Richard
- Kyle Stefanski vai Davis
- Boyd Kestner vai Stevens